# Tsargrad
Tsargrad (Oudkerkslavisch: Цѣсарьградъ; Kerkslavisch: Царьградъ; Russisch: Царьград, Tsargrad; Bulgaars, Macedonisch, Bosnisch en Servisch: Цариград, Tsarigrad; Roemeens: Ţarigrad; Oekraïens: Царгород, Tsarhorod) is een historische Slavische naam voor de stad Constantinopel, de hoofdstad van het Oost-Romeinse en het Byzantijnse Rijk. Tegenwoordig is dit de Turkse stad Istanboel.
Tsargrad was geen officiële naam, maar wel een bijnaam die de koninklijke waardigheid van de stad weergaf. De historisch Slavische namen voor de stad waren in die tijd Константинь градъ en Константиноградъ. In het Oudkerkslavisch werd alleen de eerste naam gebruikt. Beide namen zijn een directe vertaling van het Griekse Κωνσταντινούπολη en betekenen de stad van Constantijn.
Tsargrad is een Oudkerkslavische vertaling van het Griekse Βασιλὶς Πόλις. De Slavische woorden tsaar voor "keizer" en grad voor "stad" werden gecombineerd, zodat het stond voor "de stad van de keizer". De Oudrussische vorm beïnvloedde een Oudnoordse benaming van Constantinopel: Miklagard (Mikligarðr).
De Bulgaren gebruikten het woord ook voor Toernovgrad, een van de hoofdsteden van de Bulgaarse tsaren. Nadat de Balkan werd veroverd door het Ottomaanse Rijk, werd de naam echter alleen nog gebruikt voor Constantinopel. In de volkstaal van de Bulgaarse Slaven werden de Ottomaanse sultans tsaren genoemd. Het woord tsaar werd toen niet langer geassocieerd met zijn oorsprong (bijvoorbeeld caesar) en betekende onafhankelijke monarch.
Na de val van Constantinopel in 1453 begon het zich uitbreidende Moskou zichzelf te zien als het laatste overblijfsel van het Romeinse Rijk en als de kracht die het verloren rijk nieuw leven in moest blazen (het Derde Rome). Dit geloof werd gesteund door de Russisch-orthodoxe Kerk. Het huwelijk van de Moskovische tsaar Ivan III met de erfgename van de laatste Byzantijnse keizer moest de mythe extra kracht bijzetten. Het was naar verluidt een doel van de tsaren om de stad te heroveren, maar ondanks de vele veroveringen en uitbreidingen in zuidelijke richting, werd deze droom nooit verwezenlijkt, onder andere door de inmenging van de Westerse krachten in de Krimoorlog.
Aangezien de tijdgeest het woord Tsargrad heeft ingehaald, is het verworden tot een archaïsch woord in de Russische taal. In het Bulgaars wordt het soms echter nog wel genoemd. De grootste boulevard van Sofia wordt bijvoorbeeld de "Weg naar Tsarigrad" (Tsarigradsko sjose) genoemd.